# Otto 1. af Brandenburg
Otto 1. af Brandenburg (født ca. 1128, død 8. juli 1184) var markgreve af Brandenburg fra 1170 til 1184. 
Otto tilhørte huset Askanien og blev den anden markgreve af Brandenburg, efter sin far Albrekt Bjørnen. Han blev efterfulgt som markgreve af sin søn, Otto 2.